# Waasen (Gemeinde Moosbach)
Waasen ist ein Ort in Innviertel Oberösterreichs wie auch Gemeindehauptort, Ortschaft und Katastralgemeinde der Gemeinde Moosbach im Bezirk Braunau am Inn.

## Geographie
Der Ort befindet sich 23 Kilometer westlich von Ried im Innkreis und 11 Kilometer südöstlich von Braunau am Inn. 
Der Weiler Waasen liegt am Westrand des Innviertler Hügellands auf um die 400 m ü. A. Höhe im vorderen Moosbachtal, südwestlich des Schachawalds.
Die Ortschaft Waasen umfasst über 80 Gebäude mit etwa 250 Einwohnern.
Zum Ortschaftsgebiet gehören die Ortslagen Waasen südöstlich des Dorfes Moosbach, Hofmark und Ziegelberg südwestlich, und Moosbach-aufwärts Mühlenweg und Roithberg. 
Waasen und Moosbach sind inzwischen aber weitestgehend verwachsen, die amtliche Grenze verläuft Wilhelm-Mayer-Straße – Kirchweg.
Zur Katastralgemeinde Waasen mit 1.368,05 Hektar, die den talinneren Teil des Gemeindegebiets umfasst, gehören neben den Orten Waasen und Moosbach auch die benachbarten Ortschaften Hufnagl und Schacha, die zerstreuten Häuser Spraidt, Reisedt, Reisach und die Ortslage Wimholz (von der Teile auch zu Treubach gehören) taleinwärts, sowie die Ortslagen Am Schachawald und Hainschwang östlich des Schachawalds – dieser liegt ebenfalls großteils im Waasener Katastralgebiet.
Durch die Ortschaft führt die B142 Mauerkirchener Straße, die L1057 Aspacher Straße über Treubach zweigt ab. 
Nachbarorte, -ortschaften und -katastralgemeinden
| Grubedt (O u. KG)                                                                 | Weng (KG, Gem. Weng i.I.) Moosbach Hufnagl (beide O)                 | Stern (KG, Gem. Altheim)                  |
| St. Georgen a.d.Mattig (KG, Gem. Burgkirchen) Spitzenberg (KG, Gem. Mauerkirchen) | Kompassrose, die auf Nachbargemeinden zeigt                          | Schacha (O) Schalchen (KG, Gem. Treubach) |
| Spraidt (O) Helpfau (KG) St. Florian (KG) (beide Gem. Helpfau-Uttendorf)          | Lindlau (O, Gem. Treubach) Schweigetsreith (KG, Gem. Maria Schmolln) | Obertreubach (KG, Gem. Treubach)          |

## Geschichte

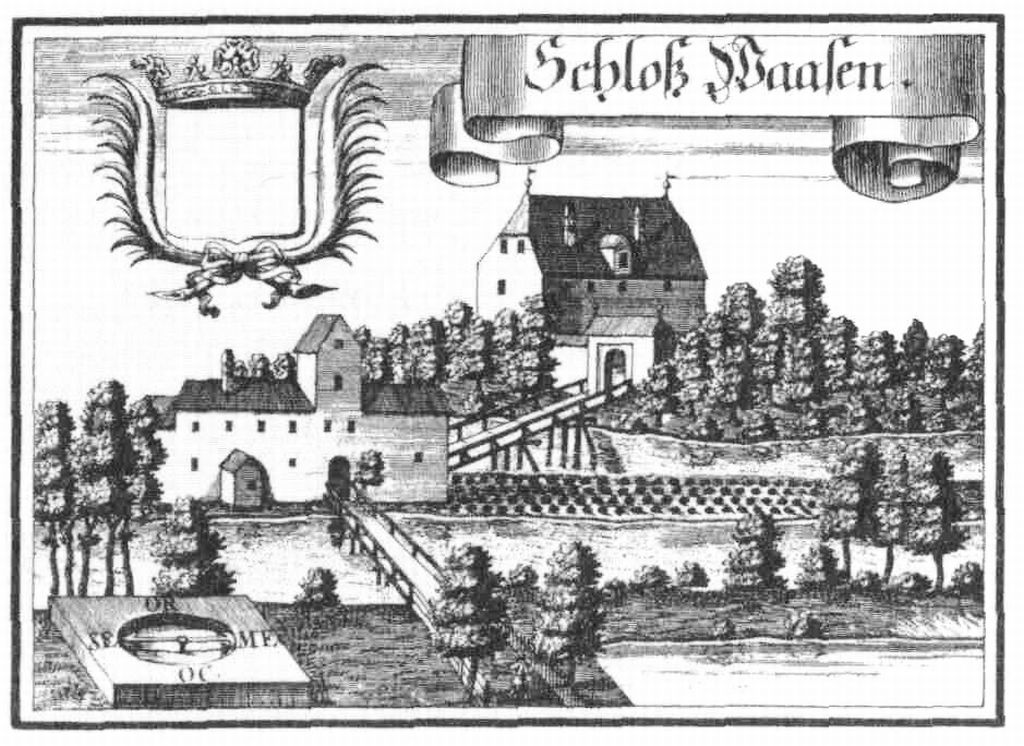
Schloss Waasen nach einem Kupferstich von Michael Wening von (1721)

Der Ansitz Waasen ist erstmals 1313 urkundlich erwähnt, 1378 wird das haus zu dem Wasen genannt. Wasen ist ein altes deutsches Wort für Sumpfgebiet, Niedermoor, Feuchtwiese, also ein Name der Moorbesiedelung: Die Niederung von Moosbach und Lochbach (Loch/Luch ‚Moor‘) ist bis heute Feuchtgebiet.
Vom Spätmittelalter – abfangs bayrisch, ab 1799 österreichisch – bis ins Jahr 1848 war hier die Hofmark Waasen, mit wechselnden Besitzerfamilien. Waasen ist immer noch die größte Ortschaft der Gemeinde. Nach Aufhebung der Untertänigkeitsverhältnisse 1848/49 wurde 1850 aus den Katastralgemeinden Waasen und Grubedt die Ortsgemeinden die Gemeinde Moosbach gebildet. Waasen blieb formal Hauptort der Gemeinde, wenn auch Gemeindeamt wie Kirche in Moosbach stehen.
Das Schloss ist in den 1880ern abgegangen.

## Nachweise
- 40424 – Moosbach. Gemeindedaten der Statistik Austria

1. 1 2 3  vergl. Moosbach hat teilweise neue Ortsteilnamen erhalten!, o. D. (pdf, moosbach.at).